# Sinop (provincie)
Sinop je turecká provincie na jižním pobřeží Černého moře. Jejím hlavním městem je Sinop. V roce 2000 měla 225 574 obyvatel. Má rozlohu 5 862 km².

## Administrativní členění
Sinopská provincie se dělí na 9 distriktů:
- Ayancık
- Boyabat
- Dikmen
- Durağan
- Erfelek
- Gerze
- Saraydüzü
- Sinop
- Türkeli